# Tabanus prometheus
Tabanus prometheus är en tvåvingeart som beskrevs av Szilady 1923. Tabanus prometheus ingår i släktet Tabanus och familjen bromsar. Inga underarter finns listade i Catalogue of Life.